# Ramiro I al Aragonului
Ramiro I (n. 1008, Aibar⁠(d), Navarra, Spania – d. 8 mai 1063, Graus⁠(d), Aragon, Spania) a fost primul rege de facto al Aragonului din 1035 până la moarte. Aparent, s-a născut înainte de 1007 ca fiu natural al lui Sancho al III-lea al Navarei și al metresei sale, Sancha de Aybar. 
Statutul exact al lui Ramiro este vag. El a fost numit rege de vasalii săi, vecini și clerici, însă el se referea mereu la el însuși ca Ramiro Sancioni Regis filio (Ramiro, fiul regelui Sancho). De asemenea, în propriul testament se referea la proprietățile sale ca fiind primite de la Dumnezeu. 
Ramiro a început să-și părăsească teritoriile în detrimentul maurilor și al fratelui său, Garcia, regele Navarei. La scurt timp după moartea tatălui său, el l-a sprijinit pe Emirul de Tudela în timpul invaziei Navarrei. În timp ce a fost învins în bătălia de la Tafalla, a fost totuși capabil să câștige teritoriul, inclusiv Sanguesa, stabilind o semiautonomie. În 1043 aparent cu aprobarea lui García, el a anexat Sobrarbe și Ribagorza, deținute anterior de fratele său cel mai tânăr, Gonzalo. 
Ramiro a murit în bătălia de la Graus în 1063 în timp ce încerca să cucerească orașul.